# Goleba
Goleba Wanless, 1980 è un genere di ragni appartenente alla famiglia Salticidae.

## Distribuzione
Le cinque specie oggi note di questo genere sono diffuse in Africa centrale, Madagascar (ben due specie endemiche), e isole Seychelles.

## Tassonomia
La specie tipo originaria esaminata era denominata Asemonea puella Simon, 1885, poi trasferita qui come Goleba puella a seguito di uno studio dell'aracnologo Wanless del 1980.
A dicembre 2010, si compone di cinque specie:
- Goleba jocquei Szűts, 2001 — Congo
- Goleba lyra Maddison & Zhang, 2006 — Madagascar
- Goleba pallens (Blackwall, 1877) — Aldabra (Isole Seychelles)
- Goleba puella (Simon, 1885)[2] — dal Ghana al Kenya
- Goleba punctata (Peckham & Wheeler, 1889) — Madagascar